# Emilija
Emilija ist ein weiblicher Vorname. 

## Herkunft und Bedeutung
Bei Emilija handelt es sich um eine weibliche Variante des römischen Namens Aemilius.

## Verbreitung
Der Name Emilija hat sich in Litauen unter den beliebtesten Mädchennamen etabliert. Seit 2003 belegte er durchgängig einen der ersten fünf Ränge der Vornamenscharts (Stand 2021). Im Jahr 2021 stand er auf Rang 2 der Hitliste.
In Lettland zählte der Name Emīlija im beginnenden 20. Jahrhundert zu den beliebtesten Mädchennamen. Mit den Jahren sank die Popularität des Namens und er geriet außer Mode. In den späten 1990er Jahren stieg er in den Vornamenscharts auf. Im Jahr 2020 belegte er Rang 2 der Hitliste.

## Varianten
- Bulgarisch: Емилия Emilija
- Lettisch: Emīlija
- Mazedonisch: Емилија Emilija
- Russisch: Эмилия Emilija
- Ukrainisch: Емілія Emilija

Für  weitere Varianten: siehe Emilia#Varianten und Emil#Varianten

## Namensträgerinnen
- Emilija Eduardowna Anikina (1886–1983), sowjetische Botanikerin, Genetikerin und Lehrerin
- Emilija Dimitrowa (* 1970), bulgarische Badmintonspielerin
- Emilija Dragiewa (* 1965), ehemalige bulgarische Hochspringerin
- Emilija Dschingarowa (* 1978), bulgarische Schachspielerin
- Emilija Georgieva (* 1970), Schweizer Diplomatin und Botschafterin
- Emilija Jordanowa (* 1989), bulgarische Biathletin
- Emilija Kokić (* 1968), kroatische Pop- und Schlagersängerin
- Emilija Pliaterytė (1806–1831),  polnisch-litauische Gräfin aus der Dussiatyschen Linie
- Emīlija Sonka (* 1938), ehemalige sowjetische Radrennfahrerin
- Emilija Stajtschewa (1936–2020), bulgarische Germanistin
- Emilija Chalsberijewna Turei (* 1984), ehemalige russische Handballspielerin